# 裸五角瓜参
裸五角瓜参（学名：Acolochirus inornatus）为瓜参科裸五角瓜参属的动物。分布于日本、墨吉群岛以及中国大陆的山东、浙江、福建等地，主要栖息于水深15-30米的有碎贝壳和砾石或煤渣的沙底。该物种的模式产地在日本。